# Michel Fabrizio

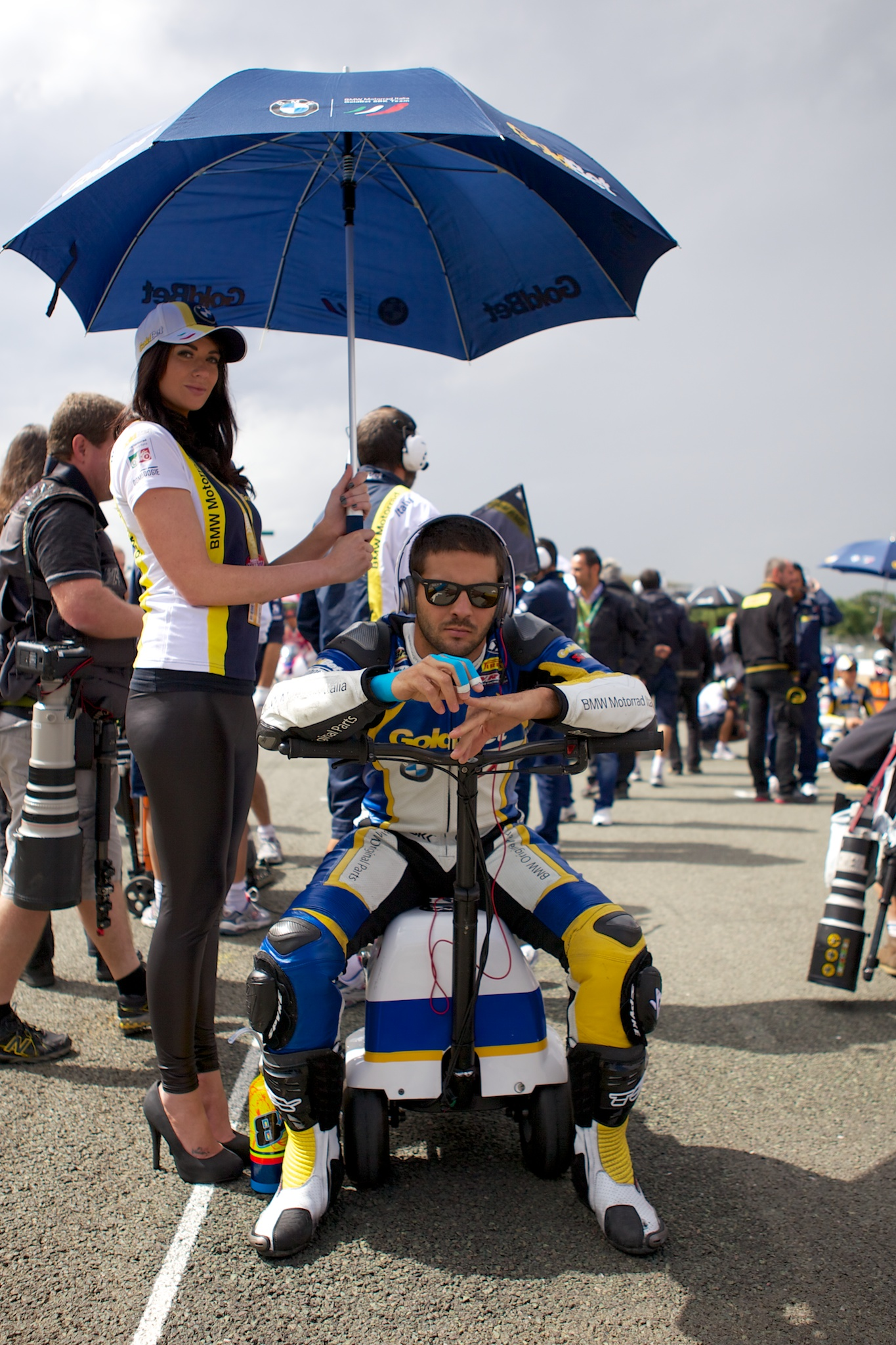
Michel Fabrizio op Silverstone in 2012.

Michel Fabrizio (Frascati, 17 september 1984) is een Italiaans motorcoureur.

## Carrière
Fabrizio werd in 2001 kampioen in de 125 cc-klasse van de Italian Cup en werd in dezelfde klasse zestiende in het Italiaans kampioenschap wegrace. In 2002 stapte hij over naar de 125 cc-klasse van het wereldkampioenschap wegrace, waarin hij op een Gilera uitkwam. Hij behaalde zijn beste resultaat met een dertiende plaats in de Grand Prix van de Pacific en eindigde met 4 punten op plaats 31 in het kampioenschap.
In 2003 maakte Fabrizio de overstap naar het Europees kampioenschap Superstock, waarin hij op een Suzuki reed. Hij behaalde vier overwinningen op het Autodromo Nazionale Monza, Silverstone, het Circuito Internazionale Santamonica en het Autodromo Enzo e Dino Ferrari en stond ook op Brands Hatch op het podium. Met 140 punten werd hij gekroond tot kampioen in de klasse; hij had slechts drie punten voorsprong op Lorenzo Lanzi.
In 2004 zou Fabrizio zijn debuut maken in het wereldkampioenschap superbike, maar zijn team koos ervoor om de overstap naar deze klasse niet te maken. Enkele dagen voor het begin van het wereldkampioenschap wegrace-seizoen kreeg hij een aanbod van het MotoGP-team WCM om voor hen uit te komen in de klasse op een Harris WCM. Het team beschikte niet over een groot budget, maar Fabrizio wist in Spanje toch een tiende plaats te behalen als zijn beste resultaat. Desondanks werd hij na de tiende race in Tsjechië vervangen door Chris Burns. Op zijn beurt verving hij in de daaropvolgende race in Portugal nog wel de geblesseerde Shane Byrne op een Aprilia. Aan het eind van dat jaar maakte hij zijn debuut in het wereldkampioenschap Supersport op een Honda als vervanger van Alessio Corradi tijdens de laatste twee races.
In 2005 reed Fabrizio een volledig seizoen in het WK Supersport op een Honda. Hij behaalde vijf podiumplaatsen op Losail, Brno, Brands Hatch, Assen en Magny-Cours. Met 138 punten werd hij vijfde in de eindstand.
In 2006 debuteerde Fabrizio alsnog in het WK superbike op een Honda. Hij behaalde twee podiumplaatsen op Brno en een op Assen. Met 125 punten eindigde hij zijn debuutseizoen als elfde in het kampioenschap. Daarnaast keerde hij dat jaar terug in de MotoGP op een Honda in het weekend in Groot-Brittannië als vervanger van de geblesseerde Toni Elías. Hij brak echter zijn sleutelbeen in de vrije training en kwam in de race niet in actie.

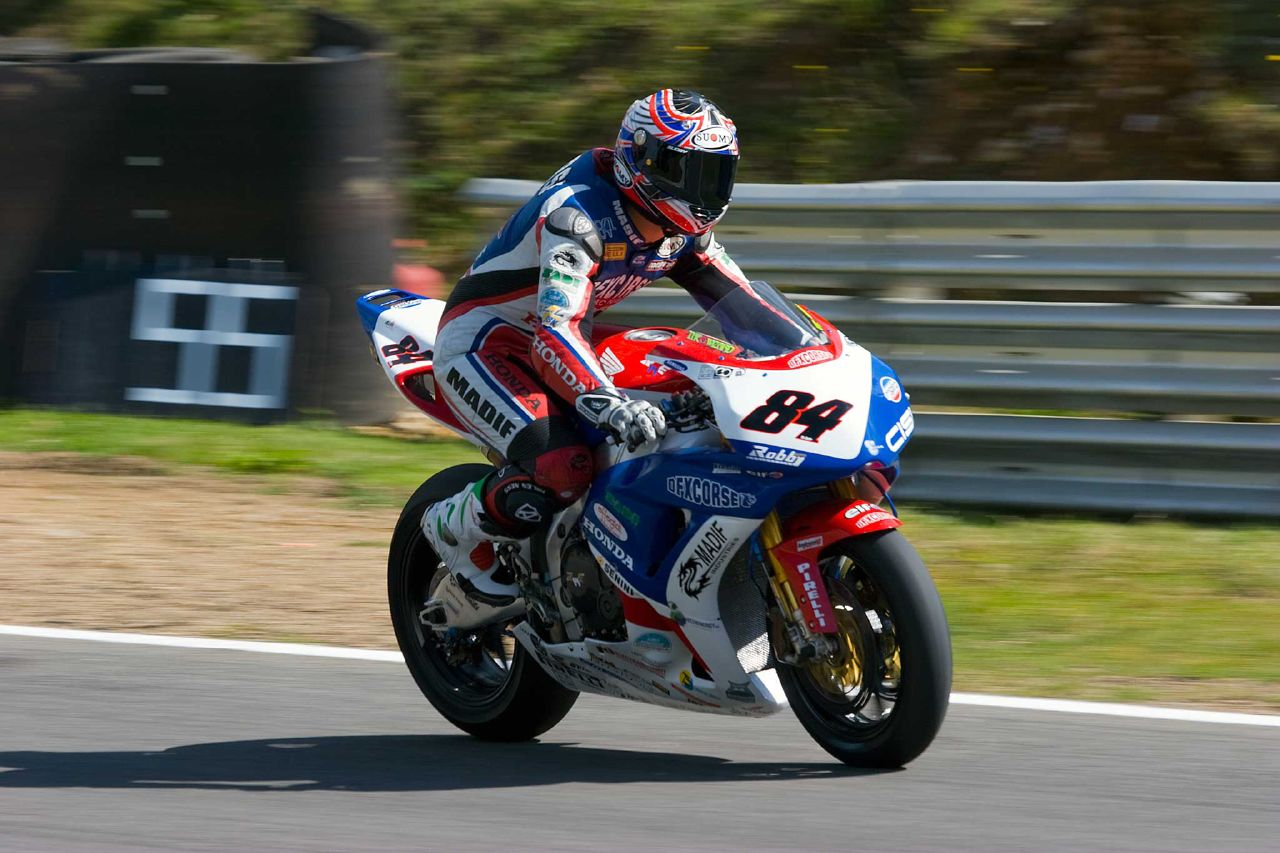
Michel Fabrizio op Brands Hatch in 2007.

In 2007 bleef Fabrizio actief in het WK superbike op een Honda. Hij behaalde dat jaar een enkele podiumfinish op Brno en werd met 132 punten opnieuw elfde in de eindstand. Dat jaar kwam hij wederom in actie in de MotoGP als vervanger van Elías in de Grand Prix van Duitsland, waarin hij als tiende eindigde.

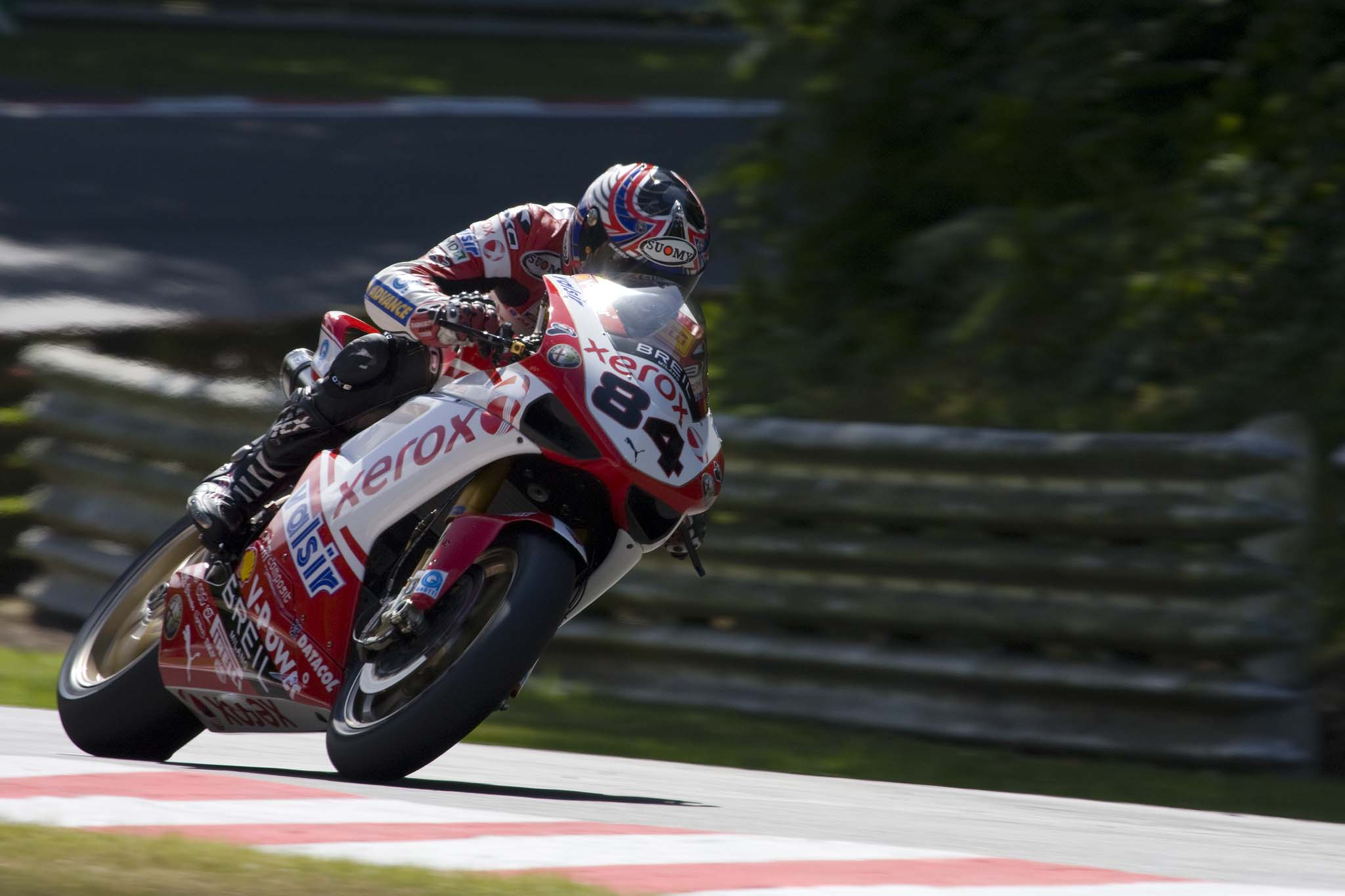
Michel Fabrizio in 2008.

In 2008 stapte Fabrizio binnen het WK superbike over naar een Ducati. Gedurende het seizoen behaalde hij zeven podiumplaatsen, waaronder twee in zowel Salt Lake City en Brno. Met 223 punten werd hij achtste in het klassement.
In 2009 behaalde Fabrizio zijn eerste overwinning in het WK superbike in zijn thuisrace op Monza, die hij in de schoot geworpen kreeg nadat Ben Spies in de laatste bocht van de race ten val kwam. Tegen het eind van het seizoen voegde hij hier twee zeges aan toe op Imola en Portimão. Verder eindigde hij in twaalf andere races op het podium. Met 382 punten werd hij achter Spies en teamgenoot Noriyuki Haga derde in het kampioenschap. Dat jaar keerde hij ook terug in de MotoGP op een Ducati in de race in Tsjechië als eenmalige vervanger van Mika Kallio, die op zijn beurt inviel voor de geblesseerde Casey Stoner bij het Ducati-fabrieksteam.
In 2010 was Fabrizio wederom actief in het WK superbike als fabriekscoureur van Ducati. Hij behaalde twee podiumplaatsen in het eerste weekend op Phillip Island en boekte een zege op Kyalami, maar in de rest van het seizoen stelde hij enigszins teleur; zo kwam hij in acht races niet aan de finish. Met 195 punten werd hij achtste in de rangschikking.

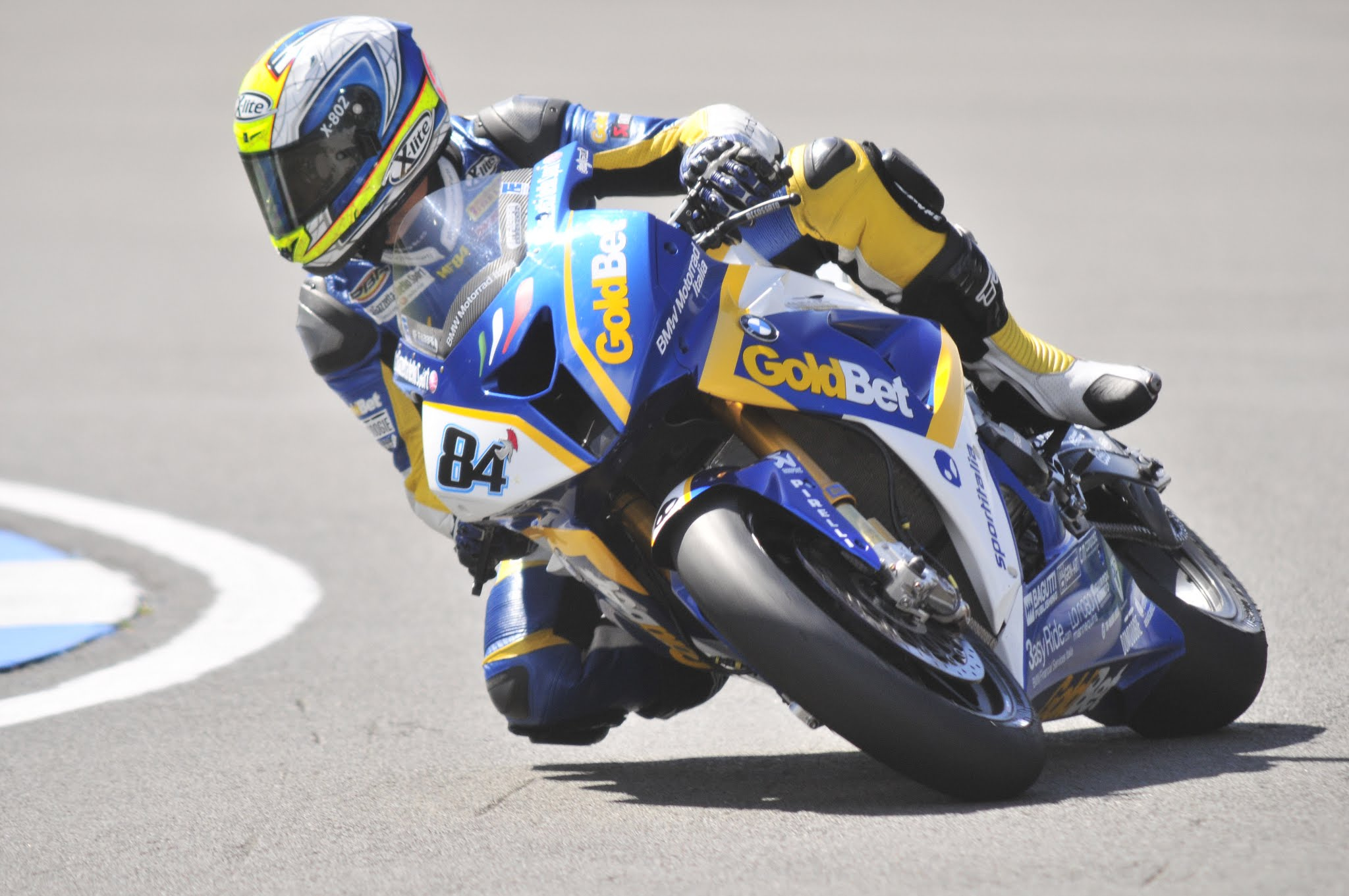
Michel Fabrizio op Donington Park in 2012.

In 2011 maakte Fabrizio binnen het WK superbike de overstap naar een Suzuki. Hij behaalde op Monza zijn enige podiumfinish van het jaar. Gedurende het seizoen viel hij echter in negen races uit. Met 152 punten werd hij twaalfde in de eindstand. In 2012 maakte hij de overstap naar een BMW. Hij behaalde hier een podiumplaats op 2012 en werd met 137,5 punten elfde in het kampioenschap.
In 2013 begon Fabrizio het seizoen op een Aprilia. In de seizoensopener op Phillip Island behaalde hij zijn enige podiumfinish van het seizoen. Na het weekend in Nürburg werd hij bij het team vervangen door Toni Elías, waarop hij zelf vertrok naar Honda om de geblesseerde Jonathan Rea te vervangen. Met 188 punten werd hij zevende in de rangschikking.
In 2014 reed Fabrizio in drie van de eerste vier raceweekenden van het WK superbike op een Kawasaki. Hij kwam enkel op Assen aan de finish met een veertiende plaats, waardoor hij met 2 punten op plaats 32 in het kampioenschap eindigde. Hierna werd hij bij het team vervangen door Bryan Staring. Dat jaar maakte hij tevens zijn terugkeer in de MotoGP, waarin hij op een ART uitkwam in de Grands Prix van Italië en Catalonië als vervanger van de geblesseerde Danilo Petrucci. Hij scoorde hierin geen punten met respectievelijk een uitvalbeurt en een twintigste plaats.
In 2015 reed Fabrizio enkel in het raceweekend op Imola van het WK superbike op een Ducati als eenmalige vervanger van Nicolás Terol. Hij eindigde de races als tiende en negende, waardoor hij met 13 punten op plaats 25 in het klassement eindigde. In 2016 reed hij in het weekend op het Circuit Mugello als wildcardcoureur in het Italiaans kampioenschap superbike op een BMW, maar viel in beide races uit. In 2018 reed hij een volledig seizoen in deze klasse, met een negende plaats op Imola als beste resultaat. Met 38 punten werd hij veertiende in de eindstand.
In 2021 keerde Fabrizio na zestien jaar terug in het WK Supersport, waarin hij op een Kawasaki reed. Dat jaar was een dertiende plaats op Assen zijn beste resultaat. Na een dodelijk ongeluk van Dean Berta Viñales tijdens de race op Jerez van de Supersport 300-klasse, die dient als supportklasse van de wereldkampioenschappen superbike en Supersport, kondigde Fabrizio aan om per direct te stoppen als motorcoureur. Hij eindigde het seizoen met 6 punten op plaats 37 in het kampioenschap.